# Eberhard Faber
La Eberhard Faber Pencil Company fue fundada por John Eberhard Faber en 1861 en Midtown Manhattan, Nueva York, junto al East River, al pie de la 42nd Street, en el sitio actual de la Sede de las Naciones Unidas. Después de un incendio en 1872, las operaciones se trasladaron a la Eberhard Faber Pencil Factory en Greenpoint, Brooklyn, al otro lado del East River, que fue adquirida por Staedtler, una empresa de papelería con presencia global, en 1978. Esta fábrica fue adquirida por Faber-Castell USA en 1994 antes de ser comprada por Newell (Sanford) y finalmente incorporada a la marca Paper Mate.
Eberhard Faber tenía un aserradero en Atsena Otie Key, cerca de Cedar Key, Florida, hasta que fue destruido tras el huracán Cedar Keys de 1896.
En 1922, sus hijos Eberhard y Lothar fundaron una filial alemana en Neumarkt, cerca de Núremberg, Alemania.
La empresa fabricó el lápiz Blackwing 602 original, un instrumento que ha alcanzado un estatus legendario entre escritores y animadores.